# ラ・フォンテーヌ (小惑星)
ラ・フォンテーヌ (5780 Lafontaine) は、小惑星帯の外縁部にある小惑星。エリック・エルストがヨーロッパ南天天文台で発見した。
フランスの詩人、ジャン・ド・ラ・フォンテーヌに因んで名付けられた。